# Riesengeißelskorpion
Der Riesengeißelskorpion (Mastigoproctus giganteus) ist ein Art aus der Ordnung der Geißelskorpione, welche zu den Spinnentieren gehört. Er ist nicht giftig.

## Aussehen
Er ist 15 Zentimeter lang, davon entfallen ca. 8 Zentimeter auf den langen dünnen, stielförmigen Schwanzanhang. Der Hinterleib (Opisthosoma) ist segmentiert und endet in einem langen, geißelförmigen Schwanzanhang (Flagellum). Die Pedipalpen sind scherenartig ausgebildet. Das vorderste Laufbeinpaar ist mit vielen Sinneszellen versehen und wird als Tastorgan zur Orientierung und zum Aufspüren von Beutetieren verwendet. Nur die hinteren drei Laufbeinpaare werden zur Fortbewegung verwendet.

## Lebensraum
Diese Art kommt in Mexiko und im Süden der USA vor. Sie bewohnt feuchte Erdböden und zieht sich bei Trockenheit in ihren Bau zurück.

## Lebensweise
Der Riesengeißelskorpion ist nachtaktiv. Er ernährt sich von Insekten, Tausendfüßern, Würmern und Spinnen. Größere Exemplare dieser Art erbeuten sogar Frösche. Seine Beute tötet er durch Erdrücken oder den Biss mit den dornentragen Kiefertastern. Danach wird die Beute zerteilt und in das Versteck gebracht. Im Anschluss wird diese ausgesaugt. Wenn er bedroht wird, sondert er aus einer Drüse neben dem After eine stinkende, essigsäurehaltige Flüssigkeit ab. Diese spritzt er bis zu 30 Zentimeter weit von sich. Zu seinen Fressfeinden zählen kleinere Wirbeltiere wie Waschbären, Nasenbären, Stinktiere, Gürteltiere und andere Raubtiere. Die Lebenserwartung beträgt ca. 7 Jahre.

## Fortpflanzung

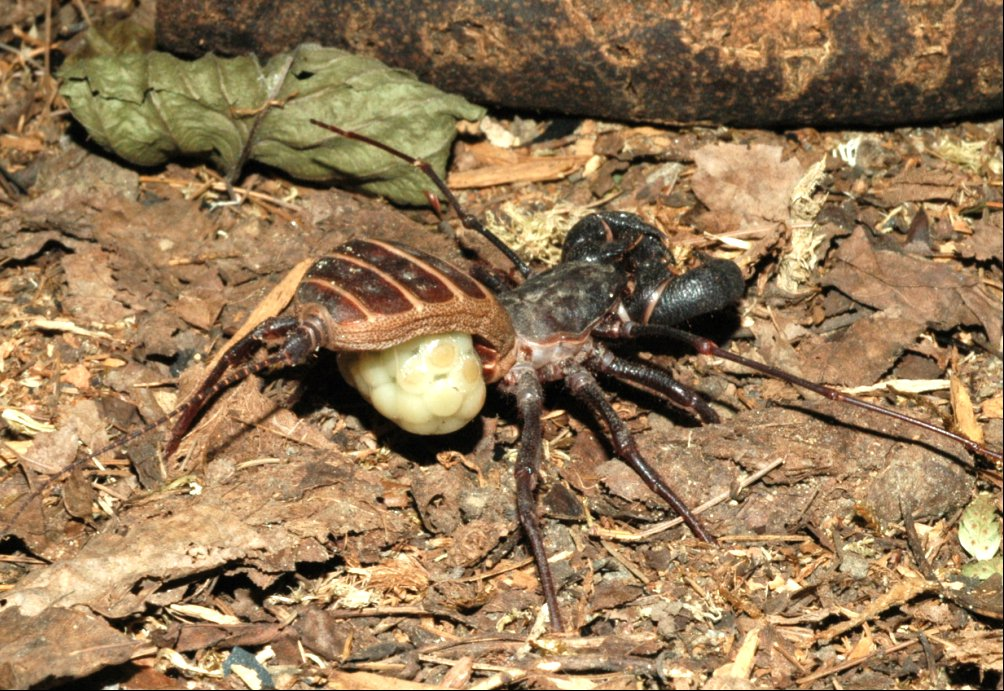
Weibchen mit Eiern

Das Weibchen bewahrt 20–35 Eier in einem Beutel unter seinem Hinterleib auf. Die Jungen bleiben die ersten Tage beim Weibchen. Nach der ersten Häutung suchen sie feuchte Stellen auf oder graben sich im Erdboden ein.

## Taxonomie
Die Erstbeschreibung erfolgte 1835 durch Hippolyte Lucas unter der Bezeichnung „Thelyphonus giganteus“. 1894 stellt Pocock die Art in die Gattung Mastigoproctus und unterscheidet 1902 insgesamt 3 Unterarten:
- Mastigoproctus giganteus giganteus (Lucas, 1835)
- Mastigoproctus giganteus mexicanus Butler, 1872
- Mastigoproctus giganteus scabrosus Pocock, 1902

Diese Einteilung hat mehr als hundert Jahre bestand. Erst 2018 erfolgt eine umfassende Neubearbeitung durch Barrales-Alcalá und Co-Autoren, in der der Komplex aus den 3 Unterarten von Mastigoproctus giganteus zu insgesamt 7 Einzelspezies aufgelöst wird:
- Mastigoproctus giganteus (Lucas, 1835)
- Mastigoproctus floridanus Lönnberg, 1897
- Mastigoproctus mexicanus Butler, 1872
- Mastigoproctus scabrosus Pocock, 1902
- Mastigoproctus cinteotl Barrales-Alcalá, Francke & Prendini, 2018
- Mastigoproctus tohono Barrales-Alcalá, Francke & Prendini, 2018
- Mastigoproctus vandevenderi Barrales-Alcalá, Francke & Prendini, 2018